# Amygdalus tangutica
Amygdalus tangutica là loài thực vật có hoa trong họ Hoa hồng. Loài này được (Batalin) Korsh. mô tả khoa học đầu tiên năm 1901.